# Арыстанов, Аркен Кенесбекович
Арке́н Кенесбе́кович Арыста́нов (каз. Аркен Кеңесбекұлы Арыстанов; род. 7 марта 1966, Алма-Ата, Казахская ССР, СССР) — государственный деятель Республики Казахстан, C 9 марта 2023 года Председатель Правления НАО «Казахстанское агентство международного развития «KazAID»». С 1 декабря 2022 года Посол по особым поручениям МИД РК. С 6 июня 2019 по 21 октября 2022 — Чрезвычайный и Полномочный Посол Республики Казахстан в Республике Сингапур и по совместительству Чрезвычайный и Полномочный Посол Республики Казахстан в Новой и в Австралийском Союзе.
Доктор экономических наук.

## Биография
В 1988 году окончил экономический факультет Московского государственного университета им. М. В. Ломоносова.

### Начало карьеры
1994—1996 гг. работал в Национальном банке РК заместителем директора Департамента валютного регулирования, директором Департамента международных отношений.
1996—1998 гг. работал в АТФ банке советником Председателя Правления, начальником коммерческого департамента, заместителем Председателя Правления банка.
1998—2000 гг. работал в Народном банке РК первым заместителем директора областного филиала, руководителем Кредитного департамента — управляющим директором, директором департамента Кредитных рисков, советником Председателя правления.

### Работа в Казпочте 2000-2006 гг.
2000—2006 гг. — заместитель Председателя Правления, затем Председатель Правления АО «Казпочта».
С 2005 г. — Председатель Совета операторов почтовой связи Регионального содружества в области связи.

### Работа в АРД РФЦА 2006-2011 гг.
В феврале 2006 г. распоряжением Президента Республики Казахстан назначен Председателем Агентства Республики Казахстан по регулированию деятельности регионального финансового центра города Алматы.
С 25 апреля 2008 г. А. Арыстанов являлся также членом правления Агентства Республики Казахстан по регулированию и надзору финансового рынка и финансовых организаций.
14 апреля 2011 г. распоряжением Президента Республики Казахстан освобождён от должности Председателя Агентства Республики Казахстан по регулированию деятельности регионального финансового центра города Алматы.

### Работа в Казпочте 2011-2013 гг.
19 апреля 2011 г. А. Арыстанов вновь назначен Председателем правления АО «Казпочта». Полномочия в качестве Председателя Правления АО «Казпочта» Аркена Арыстанова прекращены на основании поданного им заявления с 23 сентября 2013 года.

### Работа в МИД РК с 2014 г.
1 июня 2014 года — 2019 год — назначен Советником по инвестициям Посольства Республики Казахстан во Франции.
С 6 июня 2019 года — 21 октября 2022 года — назначен Чрезвычайным и Полномочным Послом Республики Казахстан в Республике Сингапур.
С 21 декабря 2019 года — 21 октября 2022 год — назначен послом в Новой Зеландии по совместительству.
2 сентября 2019 года Указом Президента Республики Казахстан № 144 А. Арыстанову присвоен дипломатический ранг Чрезвычайного и Полномочного Посланника II класса.
С 22 мая 2020 года — 21 октября 2022 год — назначен Чрезвычайным и Полномочным Послом Республики Казахстан в Австралии по совместимости.
1 декабря 2022 года назначен Послом по особым поручениям МИД РК.
9 марта 2023 г. назначен Председателем Правления НАО «Казахстанское агентство международного развития - KazAID» при МИД РК.

## Научная работа
В 1992 г. защитил в МГУ кандидатскую диссертацию на тему «Торгово — экономические связи Индии с промышленно развитыми странами Запада в 80-е годы».
С 2003 г. член редакционной коллегии журнала «Почтовая связь. Техника и технологии».
В 2004 г. защитил в КазЭУ докторскую диссертацию на тему «Почтово — сберегательная система Казахстана на рынке финансово-банковских услуг».
В 2010 г. опубликовал монографию «Региональный финансовый центр города Алматы».
В 2021 г. вышла электронная версия книги "Секреты успеха Сингапура".
А. Арыстанов регулярно выступает с лекциями в ведущих ВУЗах Казахстана.

## Публикации
- Почтово-сберегательная система Казахстана на рынке финансово-банковских услуг: Монография. — Алматы, 2003 г. ISBN 9965-665-11-7
- Региональный финансовый центр города Алматы: Монография. — Алматы, 2010 г. ISBN 978-601-278-289-9
- Рынок ценных бумаг. Учебное пособие. — Алматы, 2010 г. ISBN 978-601-280-118-7
- Секреты успеха Сингапура.  - Сингапур, 2021 г.

## Награды
- Медаль «В ознаменование 100-летия железной дороги Казахстана», 2004.
- Медаль «10-лет Конституции Республики Казахстан», 2005.
- Орден «Курмет», 2005.
- Орден Парасат, 2012[7]